# A Rosa Que Se Desfolha
Rosa que Desfolha  (1917) é um filme brasileiro de António Leal, baseado numa peça de teatro de Gastão Tojeiro.

## Sinopse
Rosinha, desejava casar com Maneco, empregado da fazenda de seus pais. Um dia apareceu Octávio, galã duma companhia do Rio de Janeiro, que veio confundir os seus sentimentos.

## Elenco
- Aurora Fúlgida (Rosinha)
- Alberto Zacconi (Maneco)
- Edmundo Maia (Otávio)
- Leonardo Loponte
- Geny Kelm
- Antero Vieira
- Guy Monreal
- Regina Régia
- Fernando Briad
- Iolanda Maia